# Centrální institut dějin umění
Centrální institut dějin umění (německy Zentralinstitut für Kunstgeschichte) v Mnichově je ústřední badatelská instituce pro dějiny umění v Německu.
Institut byl založen v listopadu 1946 a 1. března 1947 zahájil svou činnost. Od svého počátku sídlí institut v bývalé správní budově NSDAP (dnes Mnichovský dům kulturních institutů), v dnešním tzv. Kunstarealu. Jedná se o jediný institut zaměřující se na historické umění, který dosahuje nadnárodní působnosti a jediný, který nespadá pod univerzitu v celém Německu. Pořádá také přednášky, konference, výstavy a dále publikuje měsíčník Kunstchronik a RIHA Journal. K nejvýznamnějším počinům institutu patří zejména Reallexikon zur Deutschen Kunstgeschichte, což je abecedně seřazený lexikon německých dějin umění. Lexikon byl vydán nejprve jako tištěná příručka, později byla zveřejněna i webová verze.

Centrální institut dějin umění nabízí mnoho možností ke studiu dějin umění. Pro veřejnost spravuje prezenční i výpůjční knihovnu, která shromažďuje na 600 tisíc svazků knih, přibližně 1250 odebíraných časopisů a více než 60 tisíc katalogů výstav, čímž se řadí mezi největší knihovny zabývající se uměním na světě. Dále je zpřístupněna obsáhlá fotobanka, zachycující evropské umění od raného středověku po 21. století, čítající přes 900 tisíc fotografií.

Institut je známý především díky vyšetřování tzv. Führerbaudiebstahl, který se stal v noci mezi 29. a 30. dubnem v roce 1945, kdy občané Mnichova vtrhli do sklepních prostor přilehlé budovy Führerbau, kde se nacházela cenná umělecká díla, která odcizili nacisté pro tzv. Führermuseum v Linci.
Seznam ředitelů institutu:

| Jméno                       | Doba úřadu                                                                    |
| --------------------------- | ----------------------------------------------------------------------------- |
| Ludwig Heinrich Heydenreich | 1947-1970                                                                     |
| Willibald Sauerländer       | 1970-1998                                                                     |
| Wolf Tagethoff              | 1998-2017 (od června 2015 do konce roku 2017 společně s Ulrichem Pfistererem) |
| Ulrich Pfisterer            | od ledna 2018                                                                 |